# The Beloved Vagabond (film fra 1923)
The Beloved Vagabond er en britisk stumfilm fra 1923 af Fred LeRoy Granville.

## Medvirkende
- Carlyle Blackwell som Gaston de Nerac / Paragot
- Madge Stuart som Blanquette
- Phyllis Titmuss som Joanna Rushworth
- Sydney Fairbrother som Mrs. Smith
- Albert Chase som Asticot
- Owen Roughwood som Comte de Verneuil
- Hubert Carter som DuBosc